# لروزة
لُرُوزَة أو لُروزا أو (نقحرة: لوروسا) هي مدينة من مدن البرتغال وهي أبرشية تقع في بلدية سانتا ماريا دا فييرا. يبلغ عدد سكانها 8636 نسمة وذلك حسب إحصائيات سنة 2011. تبلغ مساحتها 5.77 كيلو متر مربع.

## أعلام
- إيفو بينتو
- برونو رودريغو فيريرا سيلفا
- ريكاردو ألفيس
- روي بيدرو أوليفيرا سيلفا